# Staffelegg
Lo Staffelegg è un valico del Canton Argovia, Svizzera che scollina a un'altitudine di 621 m s.l.m. e collega l'abitato di Asp (Densbüren) con quello di Küttigen.